# Амброс, Владимир (футболист)
Владимир Амброс (рум. Vladimir Ambros; род. 30 декабря 1993, Сарата-Галбенэ, Хынчештский район) — молдавский футболист, нападающий и капитан клуба «Петрокуб» и сборной Молдовы.

## Клубная карьера
Воспитанник «Петрокуба» города Хынчешты. Начал карьеру в сезоне 2013/14 в составе «Рапида» из Гидигича. В чемпионате Молдавии дебютировал 15 сентября 2013 года в матче против «Сперанцы» (2:0). Не став основным игроком в «Рапиде», Амброс вернулся в «Петрокуб», выступавший в Дивизионе «А». В сезоне 2014/15 команда вышла в высший молдавский футбольный дивизион, а Амбросу удалось выиграть гонку бомбардиров турнира с 25 забитыми голами, отметившись по ходу сезона пента-триком (в ворота «Гагаузии») и покером (в ворота «Зимбру-2»). Выступая в чемпионате Молдавии, Владимир Амброс стал капитаном команды. Летом 2016 года находился на просмотре в «Милсами», однако в итоге принял решение остаться в «Петрокубе». Выступая за «Петрокуб», он получил высшее образование в Лондоне и совмещал игру в футбол с работой директором в транспортной компании.
9 марта 2017 года перешёл на правах аренды в тираспольский «Шериф». Отыграв за «Шериф» до конца чемпионского для команды сезона 2016/17, футболист вернулся в «Петрокуб».
В сезоне 2017 года команда впервые завоевала бронзовые награды молдавского чемпионата, а Амброс занял второе место в гонке бомбардиров (9 голов). Накануне старта следующего сезона футболист продлил контракт с клубом. Летом 2018 года дебютировал в Лиге Европы, сыграв на квалификационном этапе против хорватского «Осиека» (2:3). Амброс стал автором исторического первого гола команды в еврокубках. По итогам сезона 2018 года «Петрокуб» вновь занял третье место, а Амброс стал лучшим бомбардиром турнира (12 голов).
28 сентября 2019 года футболист провёл свой сотый матч в чемпионате Молдавии. По итогам 2019 года Молдавская федерация футбола признала Амброса лучшим нападающим. В январе 2020 года нападающий заключил с хынчештынским клубом новое трудовое соглашение. Вместе с командой стал обладателем Кубка Молдавии 2019/20 и серебряных медалей чемпионата сезона 2020/21.

## Карьера в сборной
В сентябре 2015 года главный тренер сборной Молдовы Штефан Стойка впервые вызвал Амброса в стан национальной команды на матчи квалификации на чемпионат Европы 2016 года против России и Швеции. Первый официальный матч за сборную для Амброса пришёлся на игру против России (1:2), где нападающий отыграл 15 минут. В матчах отбора на чемпионат мира 2018 года Амброс сыграл в трёх играх, а в квалификации на чемпионат Европы 2020 года — две игры (отметившись голом в ворота Франции). За гол в ворота французов нападающий получил 100 тысяч леев (5,8 тысяч долларов) от фонда «Эдельвейс» Владимира Плахотнюка, которые пообещал передать нуждающимся детям.
В октябре 2019 года Амброс проигнорировал полученный вызов в стан национальной сборной от главного тренера Семёна Альтмана, оставшись недовольным количеством полученного игрового времени.

## Достижения
«Петрокуб»
- Серебряный призёр чемпионата Молдавии: 2020/21
- Бронзовый призёр чемпионата Молдавии (3): 2017, 2018, 2019
- Обладатель Кубка Молдавии: 2019/20
- Серебряный призёр Дивизиона «А»: 2014/15
- Лучший бомбардир чемпионата Молдавии: 2018
- Лучший бомбардир Дивизиона «А»: 2014/15

«Шериф»
- Чемпион Молдавии: 2016/17